# Β-カテニン
β-カテニン（英: β-catenin、catenin beta-1）は、ヒトではCTNNB1遺伝子にコードされるタンパク質である。
β-カテニンは2つの機能を持つタンパク質で、細胞接着と遺伝子転写の調節や調整に関与している。ショウジョウバエDrosophilaの相同タンパク質はArmadilloと呼ばれる。β-カテニンはカドヘリンタンパク質複合体のサブユニットの1つであり、Wntシグナル経路の細胞内シグナル伝達因子としても機能する。カテニンタンパク質ファミリーに属し、γ-カテニン（プラコグロビン）と相同である。β-カテニンは多くの組織で広く発現している。心筋では、β-カテニンは介在板構造のアドヘレンスジャンクションに局在する。介在板は隣接する心筋細胞間の電気的・機械的共役に重要である。
β-カテニンの変異と過剰発現は、肝細胞がん、大腸がん、肺がん、乳がん、卵巣がん、子宮体がんなど多くのがんに関係している。β-カテニンの局在や発現レベルの変化は、拡張型心筋症などさまざまな形態の心疾患と関係している。β-カテニンはβ-カテニン分解複合体（β-catenin destruction complex）よって調節と分解が行われる。特にがん抑制因子であるAPC（adenomatous polyposis coli）タンパク質による調節が重要であり、APCをコードするAPC遺伝子の変異は家族性大腸腺腫症に由来する大腸がんと強く関係している。

## 発見
β-カテニンは1990年代初頭にカドヘリンの細胞質側の固定を担う細胞接着複合体の構成要素として発見された。しかしその直後、ショウジョウバエでWingless/Wntの形態形成効果を媒介することが示唆されていたタンパク質Armadilloと、哺乳類のβ-カテニンとは、構造面だけでなく機能面でも相同であることが判明した。こうしてβ-カテニンは、1つのタンパク質が全く異なる複数の細胞機能を発揮するムーンライティングが発見された最初期の例の1つとなった。

## 構造

### タンパク質構造
β-カテニンのコアは特徴的なリピート構造によって構成され、各リピートの長さは約40アミノ酸でアルマジロリピートと呼ばれている。リピート構造は細長い形状をした強固なタンパク質ドメインへと折りたたまれ、このドメインはアルマジロドメイン（ARMドメイン）と呼ばれる。平均的なアルマジロリピートは3本のαヘリックスから構成される。β-カテニンの最初の（N末端側の）リピートは他のものとは若干異なり、1本目と2本目のヘリックスが融合して折れ曲がった細長いヘリックスが形成される。個々のリピート構造は複雑な形状をしているためARMドメインはまっすぐな棒状構造とはならずにわずかな曲率を持ち、外側の凸面（convex surface）と内側の凹面（concave surface）が形成される。内側の面はARMドメインのさまざまな相互作用パートナーの結合部位として機能する。

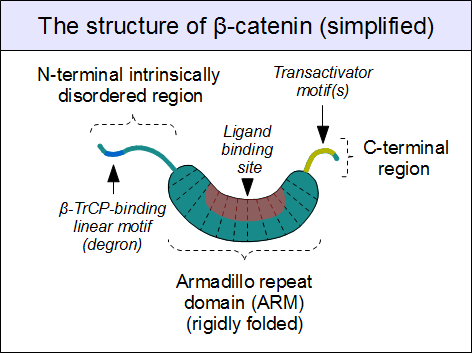
β-カテニンの構造の模式図

ARMドメインよりN末端側とC末端側の領域は、溶液中でそれ自体では構造をとらない。しかし、こうした天然変性領域はβ-カテニンの機能に重要な役割を果たす。N末端のディスオーダー領域には、E3ユビキチンリガーゼであるTrCP1（β-TrCPとしても知られる）の結合を担う、保存されたshort linear motifが含まれているが、結合はβ-カテニンがリン酸化されているときにだけ起こる。このように、β-カテニンの分解はN末端領域によって媒介される。一方、C末端領域はDNAへリクルートされた際に強力なトランス活性化因子として機能する。この領域は完全にディスオーダーしているわけではなく、その一部はARMドメインへパッキングする安定したヘリックス構造を形成し、また他のパートナーと結合する可能性もある。この小さな構造エレメント（ヘリックスC）はARMドメインのC末端に蓋をし、疎水性残基を遮蔽する。ヘリックスCはβカテニンの細胞接着機能には必要とされないが、Wntシグナルの伝達には必要であり、おそらく14-3-3ζなどのコアクチベーターのリクルートに関与している。しかし、基本転写因子複合体中の正確な結合パートナーはいまだ不明である。β-カテニンのC末端断片は、LEF1転写因子のDNA結合ドメインへ人工的に融合させた際に、Wnt経路全体の効果を模倣することができる。
プラコグロビン（γ-カテニンとも呼ばれる）はβ-カテニンと非常に類似した構造をしている。互いのARMドメインの構造とリガンド結合能力が類似しているだけでなく、N末端のβ-TrCP結合モチーフも保存されており、β-カテニンとは共通した祖先をもち、共通した調節が行われていることが示唆される。しかし、プラコグロビンがDNAに結合した際のトランス活性化能は非常に弱い。これはおそらくC末端配列の差異によるものである（プラコグロビンはトランス活性化モチーフを持っておらず、Wnt経路を活性化するのではなく阻害するようである）。

### アルマジロドメインへの結合パートナー

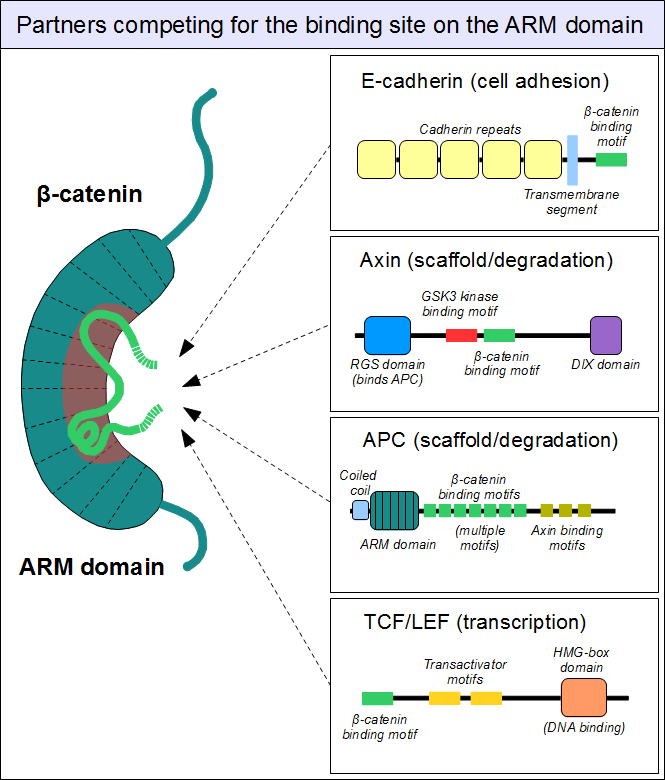
β-カテニンのARMドメインの主結合部位を競合する結合パートナー。補助的結合部位は示されていない。

β-カテニンのARMドメインは特異的なlinear motifが結合するプラットフォームとして機能する。β-カテニン結合モチーフは構造的に多様な結合パートナーに存在し、短鎖モチーフのようにそれ自体ではディスオーダーしているものの、ARMドメインに結合することで強固な構造をとるようになるというのが一般的である。しかし、β-カテニン結合モチーフには多くの変わった特徴が存在する。まず、モチーフは30アミノ酸以上の長さにわたることもあり、ARMドメインの非常に大きな表面領域と接触するという点である。他の特徴としては、高度なリン酸化を受けている場合が多いという点である。β-カテニン結合モチーフの多くで、セリン/スレオニン残基のリン酸化によってARMドメインへの結合が大幅に強化される。
転写のトランス活性化パートナーであるTCFのカテニン結合ドメインとの複合体構造によって、β-カテニンがどのようにして多くの結合パートナーと相互作用を形成しているのかに関する構造的な知見が初めて得られ、ディスオーダーしたTCFのN末端領域の結合モチーフは多くのリピート配列にまたがって結合し、強固なコンフォメーションをとることが示された。全体的な結合様式の決定やがん治療の際の低分子阻害剤の標的部位として重要だと考えられる、比較的強い静電的相互作用が起こる「ホットスポット」や疎水性領域が特定された（当初は予測であったが、後にβ-カテニン/E-カドヘリン間相互作用で保存されていることが確認された）。さらに後の研究によって、TCFのN末端領域のβ-カテニンへの結合様式は可塑的である、という新たな変わった特徴が示された。
E-カドヘリンの細胞質側のテール領域も同様にARMドメインと結合することが発見された。足場タンパク質のアキシン（2つの近縁パラログのアキシン1とアキシン2）には、ディスオーダーした長い中央部の領域に同様の相互作用モチーフが含まれている。アキシン1分子にはβ-カテニン結合モチーフは1つしか含まれていないが、その結合パートナーであるAPCは1分子あたり11個のモチーフがタンデムに存在しており、一度に複数のβ-カテニン分子と相互作用することができる。ARMドメインは一般的には一度に1つのペプチドモチーフとしか結合できないため、これらのタンパク質はすべてβ-カテニン分子の細胞内プールをめぐって競合する。この競合は、Wntシグナル伝達経路がどのように機能しているかを理解するために重要である。
しかし、このARMドメインの「主」結合部位は唯一の結合部位ではない。ARMドメインの最初のヘリックスは、さらに特別なタンパク質間相互作用ポケットを形成する。この部位は、Wntシグナル伝達に関与する転写コアクチベーターのBCL9（とBCL9L）に存在する、ヘリックスを形成するlinear motifを収容する。その詳細は明らかではないものの、β-カテニンがアドへレンスジャンクションに局在した際に、同一の部位がα-カテニンによって利用されるようである。このポケットはARMドメインの主結合部位とは異なる位置にあるため、α-カテニンとE-カドヘリンや、TCF1とBCL9の間では競合は起こらない。一方、BCL9とBCL9Lはβ-カテニン分子への結合をめぐってα-カテニンと競合する。

## 機能

### リン酸化による分解の調節
β-カテニンの細胞内レベルは、主にユビキチン化とプロテアソームによる分解によって制御されている。E3ユビキチンリガーゼTrCP1（β-TrCP）は、β-カテニンのディスオーダーしたN末端の短鎖モチーフを基質として認識する。しかし、β-カテニンのこのモチーフ（Asp-Ser-Gly-Ile-His-Ser）がβ-TrCPに結合するためには、2つのセリンがリン酸化されている必要がある。このモチーフのリン酸化はGSK3（GSK3αとGSK3β）によって行われる。GSK3は恒常的に活性化されている酵素で、いくつかの重要な調節過程に関与している。ただし、GSK3の基質となるためには、実際の標的部位から4アミノ酸だけ下流（C末端側）に位置するアミノ酸が既にリン酸化されている必要がある。そのため、GSK3が活性を発揮するためにはプライミング（最初のリン酸化反応）を行うキナーゼが必要である。β-カテニンの場合、最も重要なプライミングキナーゼはカゼインキナーゼ1（CK1）である。プライミングが行われると、GSK3は4アミノ酸ごとにセリンまたはスレオニン残基をリン酸化しながら、C末端からN末端方向へ「歩いて」ゆく。この過程によって、上述したβ-TrCP認識モチーフの2か所のリン酸化が行われる。

### β-カテニン分解複合体
GSK3が基質に対して高効率なキナーゼとなるためには上述したプライミングだけでは十分ではなく、MAPKの場合と同様、基質が高親和性のドッキングモチーフを介して酵素と結合している必要がある。β-カテニンにはそうしたモチーフは存在しないが、アキシンがその役割を果たしている。アキシンのGSK3ドッキングモチーフはβ-カテニン結合モチーフの直近に存在する。アキシンは足場タンパク質として機能し、酵素（GSK3）と基質（β-カテニン）を物理的に近接させている。

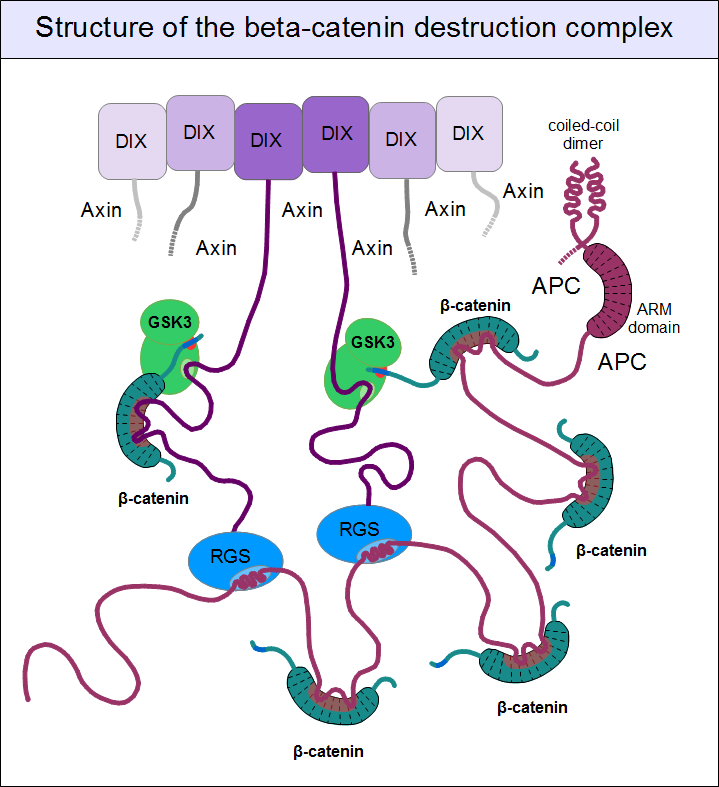
β-カテニン分解複合体構造の模式図

しかし、アキシンも単独で機能しているわけではない。アキシンはN末端のRGS（regulator of G protein signaling）ドメインを介してAPCタンパク質をリクルートする。APCには多数（1分子に11個）のβ-カテニン結合モチーフが存在し、できるだけ多くのβ-カテニン分子を集めている可能性がある。APCにはアキシンのRGSドメインと結合するSAMP（Ser-Ala-Met-Pro）モチーフが3つ存在し、複数のアキシン分子と同時に相互作用することもできる。さらに、アキシンはC末端のDIXドメインを介してオリゴマー化する能力を持つ。こうした相互作用の結果、多数のタンパク質による巨大な集合体がβ-カテニンのリン酸化のために形成される。この複合体は通常β-カテニン分解複合体（β-catenin destruction complex）と呼ばれているが、実際にβ-カテニンの分解を担うプロテアソームとは別物である。この複合体はβ-カテニンに対し分解のための標識をつけるだけである。

### Wntシグナリングと分解の調節
休止状態にある細胞では、2つの結合作用面を持つC末端のDIXドメインによってアキシン分子はオリゴマー化している。アキシンはこのように細胞質の内側で線形のオリゴマー、さらにはポリマーを形成することが可能である。DIXドメインは独特であり、DIXドメインを持つことが知られている他のタンパク質はDishevelledとDIXDC1だけである。Dishevelledタンパク質をコードする遺伝子はDrosophilaではDsh遺伝子ただ1つであるが、哺乳類には3つのパラログ遺伝子が存在し、ヒトではDVL1、DVL2、DVL3と呼ばれる。Dshは、PDZドメインとDEPドメインを介してFrizzled受容体の細胞質領域に結合する。Wnt分子がFrizzledに結合すると、あまり解明されていない一連の出来事が起こり、その結果DshのDIXドメインが露出して完全なアキシン結合部位が形成される。そしてアキシンはDshへ結合することでオリゴマー（β-カテニン分解複合体）から解離してゆく。アキシンは受容体と複合体を形成すると、β-カテニン結合やGSK3活性が失われる。重要なことに、Frizzledに結合しているLRP5やLRP6の細胞質側断片はGSK3の擬基質配列（Pro-Pro-Pro-Ser-Pro-x-Ser）を持っており、GSK3の本当の基質であるかのようにCK1によって適切なプライミングを受けている。これらの偽標的部位の存在によってGSK3の活性は大きく競合的に阻害される。そのため、受容体に結合したアキシンはβ-カテニンのリン酸化を媒介しなくなる。β-カテニンには分解の標識が付けられなくなるが、産生は継続しているためその濃度は増加する。β-カテニンのレベルが細胞質に存在するすべての結合部位に対し飽和するほど高くなると、β-カテニンは核へ移行する。β-カテニンはLEF1、TCF1、TCF2、TCF3といった転写因子と結合し、それまでの結合パートナーであるGrouchoタンパク質からこれらの因子を解離させる。転写リプレッサー（ヒストンメチルトランスフェラーゼなど）をリクルートするGrouchoと異なり、β-カテニンは転写アクチベーターと結合し、標的遺伝子の転写を活性化する。

### 細胞接着における役割

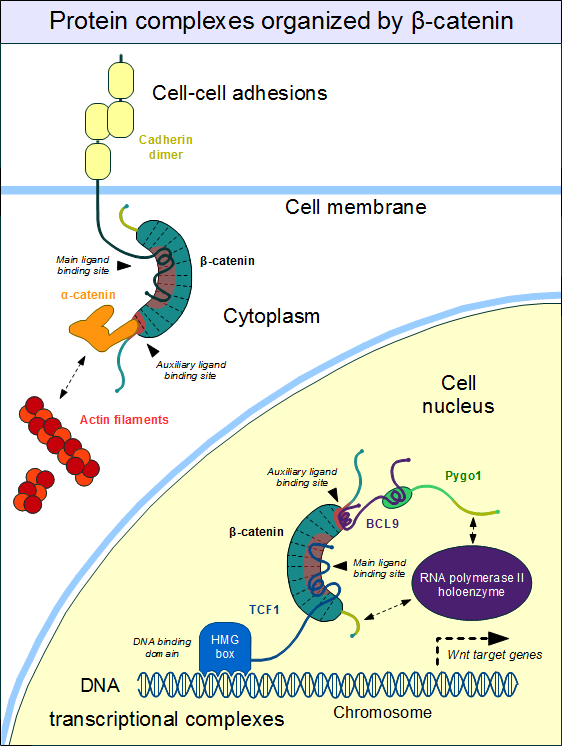
β-カテニンのムーンライティング

細胞接着複合体は、複雑な動物組織の形成に必要不可欠である。β-カテニンはアドへレンスジャンクションを形成するタンパク質複合体の一部である。細胞接着複合体は上皮細胞の層とバリアの形成と維持に必要である。β-カテニンはこの複合体の一部として、細胞の成長と細胞間の接着を調節する。また、上皮シートが完成した際に細胞分裂に停止を引き起こす、接触阻害シグナルの伝達を担っている可能性がある。E-カドヘリン/β-カテニン/α-カテニン複合体はアクチンフィラメントと弱く結合する。アドへレンスジャンクションがアクチン細胞骨格と連結されるためには大きなダイナミクスが必要であり、それによってメカノトランスダクションが行われている。
カドヘリンタンパク質はアドへレンスジャンクションの重要な構成要素である。カドヘリンはアドへレンスジャンクションの他、デスモソームにおいても細胞間ジャンクション構造を形成している。カドヘリンは細胞外のカドヘリンリピートドメインを介してCa2+依存的にホモフィリックな（同種分子との）相互作用を行い、上皮細胞をつなぎ合わせている。アドヘレンスジャンクションでは、カドヘリンは自身の細胞内領域へβ-カテニンをリクルートする。β-カテニンは非常に動的なタンパク質α-カテニンと相互作用し、α-カテニンはアクチンフィラメントと直接結合する。この相互作用は、α-カテニンとカドヘリンがβ-カテニンの異なる部位に結合するために可能となっている。このように、β-カテニン/α-カテニン複合体はカドヘリンとアクチンフィラメントの間を物理的に橋渡ししている。

### 発生における役割
β-カテニンはいくつかの発生過程の指示に中心的な役割を果たし、転写因子と直接結合し、拡散性の細胞外物質であるWntによって調節される。β-カテニンは初期胚に作用して体全体の部位の誘導を行うするともに、後の発生段階において個々の細胞にも作用する。また、生理的な再生過程の調節も行う。

#### 初期胚のパターン形成
Wntシグナル伝達経路とβ-カテニン依存的な遺伝子発現は、初期胚でのさまざまな部位の形成に重要な役割を果たす。β-カテニンを発現しないよう実験的に改変された胚では中胚葉の発生と原腸形成の開始が起こらなくなる。胞胚期と原腸胚期には、Wntは、BMP経路やFGF経路とともに前後軸形成を誘導し、原条の正確な配置（原腸形成と中胚葉の形成）や神経胚形成（中枢神経系の発生）の過程を調節する。
ツメガエルXenopusの卵母細胞では、β-カテニンは当初は卵の全領域に均等に存在しているが、β-カテニン分解複合体によるユビキチン化と分解の標的となっている。卵が受精することで卵の表層が回転し、FrizzledとDshタンパク質のクラスターが赤道面の近くへ移動する。この細胞質領域を受け継いだ細胞では、Wntシグナルの影響によってβ-カテニンが局所的に増加する。最終的にβ-カテニンは核へ移行してTCF3と結合し、背側細胞の特徴を誘導するいくつかの遺伝子が活性化される。このシグナル伝達の結果、典型的な胚発生のオーガナイザー（形成体）領域である、灰色三日月環（grey crescent、灰色新月環）として知られる細胞領域が形成される。胚からこの領域を外科的に除去した場合、原腸形成は全く起こらない。β-カテニンは、原腸形成を開始する原口唇の誘導にも重要な役割を果たす。アンチセンスmRNAの注入によってGSK-3の翻訳阻害を行うと、2つ目の原口が形成され余計な体軸が形成されることとなる。同様の影響はβ-カテニンの過剰発現によっても引き起こされる。

#### 非対称細胞分裂
β-カテニンは、モデル生物C. elegansにおいて非対称細胞分裂による細胞運命の調節への関与も示唆されている。Xenopusの卵母細胞の場合と同様、これも本質的には母細胞の細胞質でDsh、Frizzled、アキシン、APCが不均等に分布していることによるものである。

#### 幹細胞の自己再生
特定の細胞種におけるWntシグナリングとβ-カテニンレベルの上昇の最も重要な帰結は、多能性の維持である。他の細胞種や発生段階では、β-カテニンは分化、特に中胚葉系統への分化を促進する。

#### 上皮間葉転換
β-カテニンは、より後期の胚発生段階においてもモルフォゲンとして機能する。TGF-βともに、β-カテニンは上皮細胞の形態変化を誘導する重要な役割を持つ。β-カテニンは上皮細胞の緊密な接着を止め、より可動性が高く緩い結合をした間葉系の表現型をとるよう誘導する。この過程で、上皮細胞はE-カドヘリン、TJP1（ZO1）、サイトケラチンといったタンパク質の発現を喪失し、同時にビメンチン、ACTA2、FSP1（fibroblast-specific protein 1）の発現を開始する。また、I型コラーゲン、フィブロネクチンといった細胞外マトリックスの構成要素も産生する。Wnt経路の異常な活性化は線維症やがんなどの病理への関与が示唆されている。心筋の発生過程において、β-カテニンは二相性の役割を果たす。発生の初期段階では間葉系細胞を心筋系統へコミットさせるためにWnt/β-カテニンの活性化が必要であるが、発生後期の段階ではβ-カテニンのダウンレギュレーションが必要である。

### 心臓生理への関与
心筋では、隣接する心筋細胞との電気的・機械的共役を担う介在板構造のアドへレンスジャンクションにおいてβ-カテニンはN-カドヘリンと複合体を形成している。成体ラットの心室の心筋細胞のモデルでは、これらの細胞の再分化の過程においてβ-カテニンの出現と分布は時間的・空間的に調節されていることが示されている。具体的には、N-カドヘリンとα-カテニンからなる複合体はβ-カテニンまたはプラコグロビンと相互排他的な複合体を形成し、単離された心筋細胞が細胞間接着を再形成する過程の初期段階では主に新生β-カテニンとの複合体を形成しているが、心筋細胞の形態変化とともに新生プラコグロビンとの複合体が蓄積してゆく。介在板のアドへレンスジャンクションにおいてβ-カテニンはエメリンと複合体を形成することも示されており、この相互作用はGSK-3βによるリン酸化部位の存在に依存している。エメリンのノックアウトによってβ-カテニンの局在と介在板の全体構造に大きな変化が生じ、拡張型心筋症に似た表現型となる。
心臓病の動物モデルを用いて、β-カテニンの機能の解明が行われている。大動脈弁狭窄症と左室肥大のモルモットモデルでは、β-カテニンの全体量には変化がないにもかかわらず、細胞内局在が介在板から細胞質へ変化している。ビンキュリンにも同様の変化がみられる。N-カドヘリンには変化は見られず、介在板におけるβ-カテニンの不在を補償するようなプラコグロビンのアップレギュレーションもみられない。心筋症と心不全のハムスターモデルでは、細胞間接着が不定形となって乱雑になっており、β-カテニンのアドへレンスジャンクション/介在板と核内のプールでの発現レベルが低下している。これらのデータは、β-カテニンの喪失が心筋肥大や心不全と関係した介在板の疾患状態に寄与している可能性を示唆している。心筋梗塞のラットモデルでは、アデノウイルスを用いて非リン酸化型の恒常的に活性化されたβ-カテニン遺伝子を導入することで、梗塞サイズが減少し、細胞周期が活性化され、心筋細胞と心臓の筋線維芽細胞のアポトーシス量が低下する。サバイビンやBcl-2などの生存促進タンパク質の発現上昇に加えて、VEGFの発現上昇によって筋線維芽細胞から心筋細胞への分化が促進される。これらの知見からは、β-カテニンが心筋梗塞後の再生と治癒の過程を促進していることが示唆される。高血圧自然発症ラットモデルでは、介在板/筋鞘から核へのβ-カテニンの移行が検出されており、膜タンパク質画分におけるβ-カテニンの発現低下と核画分での増加がみられる。さらに、GSK-3βとβ-カテニンの間の結合が弱まっていることも判明しており、タンパク質の安定性が変化していることが示唆される。これらの結果は全体として、β-カテニンの核局在の増加が心肥大の進行に重要である可能性を示唆している。
心筋におけるβ-カテニンの細胞内局在については厳密な制御が存在しているようである。β-カテニンを欠損したマウスでは左室の心筋には明らかな表現型がみられないが、安定化型のβ-カテニンを発現するマウスは拡張型心筋症を発症する。このことからは心筋におけるβ-カテニンの正常な機能には、タンパク質分解機能によるβ-カテニンの時間的制御が重要であることが示唆される。不整脈源性右室心筋症への関与が示唆されているデスモソームタンパク質のプラコグロビンがノックアウトされたマウスではβ-カテニンの安定性が向上しており、おそらくホモログであるプラコグロビンの喪失をβ-カテニンが補償しているためと考えられる。こうした変化はAktの活性化とGSK-3βの阻害を伴っており、ここからもβ-カテニンの異常な安定化の心筋症発症への関与が示唆される。プラコグロビンとβ-カテニンのダブルノックアウトマウスは心筋症、線維症、不整脈を発症し、心臓突然死に至る。このマウスでは介在板構造が著しく損なわれており、コネキシン43が存在するギャップジャンクションは顕著に減少している。ダブルトラスジェニックマウスの心電図測定では致死的な心室性不整脈が観察されており、2つのカテニン（β-カテニンとプラコグロビン）が心筋細胞の機械電気的共役に重要で不可欠であることを示唆している。

## 臨床的意義

### うつ病における役割
ある人の脳がストレスに効率的に対処できるかどうか、すなわち抑うつに対する感受性の程度は、その人の脳のβ-カテニンに依存しているという研究報告が2014年になされている。高レベルのβ-カテニンシグナルの伝達は行動の柔軟性を増加させるのに対し、β-カテニンシグナル伝達の欠陥は抑うつやストレス管理能力の低下をもたらす。

### 心疾患における役割
β-カテニンの発現プロファイルの変化は、ヒトでは拡張型心筋症と関係している。β-カテニンの発現上昇は拡張型心筋症の患者で一般的に観察される。ある研究では、拡張型心筋症の末期患者ではエストロゲン受容体α（ERα）のmRNAとタンパク質のレベルはほぼ2倍になっており、健常者の心臓の介在板でみられるERα/β-カテニン相互作用が失われていることが示されている。このことからは介在板での相互作用の喪失が心不全の進行に寄与している可能性が示唆される。

### がんへの関与

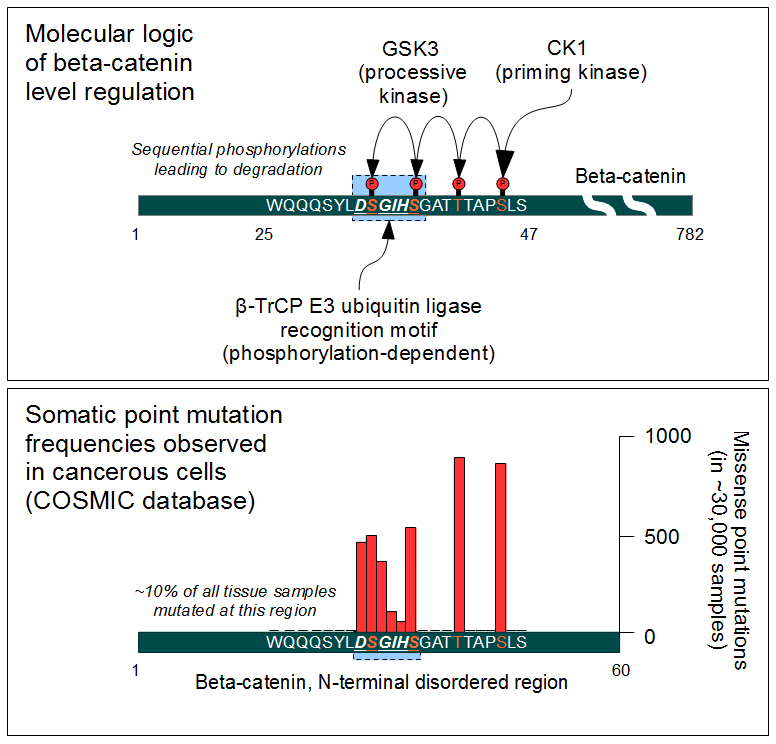
β-カテニンレベルの調節とがん

β-カテニンはがん原遺伝子である。この遺伝子の変異は、原発性肝細胞がん、大腸がん、卵巣がん、肺がん、膠芽腫などさまざまながんで一般的にみられる。シーケンシングされたあらゆるがん組織試料のうち約10%でCTNNB1遺伝子の変異がみられると推計されている。こうした変異の大部分はβ-カテニンのN末端の小さな領域、β-TrCP結合モチーフに集中している。このモチーフの機能喪失変異は、β-カテニンのユビキチン化と分解を基本的に不可能にする。そのためβ-カテニンは外部刺激がなくとも核へ移行し、継続的に標的遺伝子の転写が駆動される。核内のβ-カテニンレベルの増加は基底細胞がん、頭頸部扁平上皮がん、前立腺がん、毛母腫、髄芽腫でも指摘されている。これらの観察結果はβ-カテニン遺伝子の変異を示唆している場合もそうでない場合もあり、Wnt経路の他の構成要素の異常の結果である可能性もある。
同様の変異は、APCのβ-カテニン結合モチーフでも高頻度で見られる。遺伝性のAPC機能喪失変異は家族性大腸腺腫症と呼ばれる疾患を引き起こし、患者の大腸には数百のポリープが生じる。これらのポリープの大部分は良性であるものの、時間の進行とともに致死性のがんへと形質転換を行う可能性がある。大腸がんではAPCの体細胞変異も稀ではない。β-カテニンとAPCは、K-RasやSMAD4とともに、大腸がんの発生に関与する重要な遺伝子である。もともと上皮性の表現型を示していた細胞を浸潤性の高い間葉型へと変化させるβ-カテニンの能力は、がんの転移に大きく寄与している。

### 治療標的として
β-カテニンはがんの発生に関与しているため、β-カテニンの阻害には大きな関心が注がれ続けている。しかし、ARMドメインの結合部位の標的化は、結合表面が広範囲にわたり比較的平坦であるため容易ではない。一方で、効率的な阻害を行うためには、表面のより小さな「ホットスポット」への結合で十分である。LEF1のβ-カテニン結合モチーフに由来するヘリカルペプチドはそうした結合を行い、β-カテニン依存的な転写の完全な阻害に十分である。近年、ARMドメインの同じ強く正に荷電した領域を標的にした低分子化合物もいくつか開発されている（CGP049090、PKF118-310、PKF115-584、ZTM000990）。さらに、β-カテニンのレベルはWnt経路の上流の構成要素やβ-カテニン分解複合体の標的化によっても影響を受ける。さらにBCL9のリクルートに必要なN末端の結合ポケットもWntの標的遺伝子の活性化に重要である。この部位はカルノシン酸などの標的となっており、こうした補助的結合部位も薬剤開発の魅力的な標的となっている。精力的な臨床前研究にもかかわらず、治療薬として利用可能なβ-カテニン阻害剤はまだ存在しない。β-カテニンの核内への蓄積を減少させる他のアプローチとしては、ガレクチン-3の阻害によるものがある。ガレクチン-3阻害剤GR-MD-02は現在進行性黒色腫の患者に対して、FDA承認用量のイピリムマブとの併用臨床試験が行われている。

### 胎児性アルコール症候群における役割
エタノールによるβ-カテニンの不安定化は、アルコールへの曝露が胎児性アルコール症候群を引き起こす経路として知られている2つの経路のうちの1つである（もう1つはエタノール誘導性葉酸欠乏症）。エタノールはGタンパク質依存的経路を介してβ-カテニンの不安定化を引き起こす。活性化されたホスホリパーゼCβはホスファチジルイノシトール-(4,5)-二リン酸（PI(4,5)P2）をジアシルグリセロールとイノシトール-(1,4,5)-三リン酸（IP3）へ加水分解する。可溶化されたIP3は小胞体からのカルシウムの放出の引き金を引く。細胞質のカルシウムの急激な増加はカルシウム/カルモジュリン依存性プロテインキナーゼII（CaMKII）を活性化する。活性化されたCaMKIIはβ-カテニンを不安定化する。その機構は特定されていないものの、CaMKIIによるβ-カテニンのリン酸化を伴うものである可能性が高い。こうして神経堤細胞の正常発生に必要なβ-カテニンによる転写プログラムが抑制され、未熟な神経堤細胞のアポトーシスに至る。

## 相互作用
β-カテニンは次に挙げる因子と相互作用することが示されている。
- APC[74][75][76][77][78][79][80][81]
- AXIN1[82][83]
- AR[84][85][86][87][88][89]
- CBY1（英語版）[90]
- CDH1[23][75][91][92][93][94][95][96][97][98][99][100][101][102][103][104][105][106][107][108][109][110][111]
- CDH2[50][112][113]
- CDH3（英語版）[110][114]
- CDK5R1（英語版）[115]
- CHUK（英語版）[116]
- CTNND1（英語版）[75][96]
- CTNNA1（英語版）[92][101][117][118][119]
- EGFR[96][105][120]
- EMD[121][122]
- ESR1[61]
- FHL2（英語版）[123]
- GSK3B[77][124]
- HER2[97][120][125]
- HNF4A[88]
- IKK2（英語版）[116]
- LEF1（英語版）[126][127][128][129]
- MAGI1（英語版）[106]
- MUC1（英語版）[98][130][131][132][133][134][135]
- NR5A1（英語版）[136][137]
- PCAF（英語版）[138]
- JADE1（英語版）[139]
- JUP[75][96]
- PTPN14（英語版）[140]
- PTPRF（英語版）[97][141]
- PTPRK（英語版）[142]
- PTPRT（英語版）[143]
- PTPRU（英語版）[144][145][146]
- PSEN1[147][148][149]
- PTK7（英語版）[150]
- RUVBL1（英語版）[151]
- SMAD7[126]
- SMARCA4[152]
- SLC9A3R1（英語版）[100]
- USP9X（英語版）[153]
- CDH5（英語版）[154][155]
- XIRP1[156]

## 関連文献
- “Regulation of beta-catenin signaling in the Wnt pathway”. Biochemical and Biophysical Research Communications 268 (2):  243–8. (February 2000). doi:10.1006/bbrc.1999.1860. PMID 10679188.
- “Polycystin: new aspects of structure, function, and regulation”. Journal of the American Society of Nephrology 12 (4):  834–45. (April 2001). PMID 11274246.
- “Epithelial-mesenchymal transition and its implications for fibrosis”. The Journal of Clinical Investigation 112 (12):  1776–84. (December 2003). doi:10.1172/JCI20530. PMC 297008. PMID 14679171.
- “The ups and downs of Wnt signaling in prevalent neurological disorders”. Oncogene 25 (57):  7545–53. (December 2006). doi:10.1038/sj.onc.1210064. PMID 17143299.